# 世纪报
世纪报（英語：The Age），是费尔法克斯传媒时代有限公司在1854年澳大利亚墨尔本发行的每日新闻报纸。该报纸主要在维多利亚州发行，但也可以在塔斯马尼亚、澳大利亚首都直辖区、南澳大利亚州、新南威尔士州购买到。